# Rijksweg 37
De Rijksweg 37 is een autosnelweg in Nederland die loopt vanaf knooppunt Hoogeveen (in het verlengde van de A28) via Emmen naar de grens bij Zwartemeer/Twist, waar hij aansluit op de B402 richting Meppen. De weg vormt de Nederlandse helft van de Europese weg 233 die verder loopt naar de Duitse A1 bij Cloppenburg, en onderdeel is van de doorgaande route tussen de Randstad, Noord-Duitsland en Scandinavië.

## Ombouw van autoweg naar autosnelweg
In de tweede helft van de jaren 90 van de 20e eeuw is een begin gemaakt met de verdubbeling van de toenmalige autoweg N37 tot A37. Eind 2003 is het stuk vanaf knooppunt Hoogeveen tot knooppunt Holsloot voor het verkeer beschikbaar. Sinds eind oktober 2007 is het resterende deel van de N37 opengesteld als autosnelweg.
Het besluit tot verdubbeling werd genomen na sterke druk vanuit de regio, waarbij het bedrijfsleven een voorname rol heeft gespeeld. Met name het aantal dodelijke ongevallen op de N37 en de moeilijke bereikbaarheid van Emmen hebben een rol gespeeld bij het besluit tot verdubbeling.
De officiële opening en daarmee de voltooiing van deze route was op 21 januari 2008. De Nederlandse minister van Verkeer en Waterstaat Camiel Eurlings en de Duitse minister Wolfgang Tiefensee hebben de openingshandeling verricht. Daarmee is een snelle route vanaf de Randstad naar de Noord-Duitse havensteden Bremen en Hamburg en Scandinavië een feit.
Verder is tussen Klazienaveen en Zwartemeer een geluidsscherm, dat fijne stofdeeltjes van uitlaatgassen moet tegenhouden, aangelegd. Op 22 februari 2007 werd dit in gebruik genomen.

## Kunstobjecten langs de A37

### Velden van Nevel
In Hoogeveen bij de oprit richting Emmen staat op een heuvel van 20 meter hoog een van de beelden van de serie Velden van Nevel van Rudi van de Wint.

### Poorten van Emmen
In de zomer van 2007 loofde de gemeente Emmen een prijsvraag uit voor kunstenaars, om kunstwerken te ontwerpen binnen de gemeentegrenzen aan de A37. Dit project kreeg de naam De 'Poorten van Emmen'. De winnende ontwerpen werden uiteindelijk een giraf van hout van kunstenaar Homme Veenema en een grote vlinder van Egbert van Oenen, die twee keer zou worden geplaatst: bij de afslag Nieuw-Amsterdam en bij Zwartemeer.
De giraf werd geplaatst op een groenstrook op het Bedrijvenpark A37 bij Emmen, vlak bij de afslag Klazienaveen. Dit houten beeld van 17 meter hoog is op 28 oktober 2009 officieel onthuld. De houten vlinders zijn geschrapt, nadat de gemeente Emmen moest bezuinigen.

## Inrichting
| Traject                                  | Aantal rijstroken | Maximumsnelheid |
| ---------------------------------------- | ----------------- | --------------- |
| Knooppunt Hoogeveen - afrit Zwartemeer   | 2×2               | 130 km/h*       |
| afrit Zwartemeer - Duitse grens          | 2×2               | 120 km/h*       |
| * maximumsnelheid tussen 6-19h: 100 km/h |                   |                 |